# Франц Райнхард фон Геминген
Франц Райнхард фон Геминген (на немски: Franz Reinhard von Gemmingen; * 29 март или 30 март 1692; † 30 октомври 1751 в Дурлах) е фрайхер, благородник от стария алемански рицарски род Геминген в Крайхгау в Баден-Вюртемберг от „1. клон Геминген-Гутенберг“, камер-юнкер в Маркграфство Баден-Дурлах и главен фогт на Дурлах.

## Произход
Той е син на фрайхер Плайкард Дитрих фон и цу Геминген (1628/1629 – 1695) и четвъртата му съпруга Мария Филипина фон Аделсхайм (1658 – 1717), дъщеря на Вилхелм Хайнрих фон Аделсхайм и Мария Елизабет фон Геминген-Видерн. Внук е на Дирих фон Геминген (1584 – 1659) и Юлиана Сибила фон и цу Елтц (1587 – 1635).
Франц Райнхард фон Геминген започва служба в Баден-Дурлах, става камерюнкер и по-късно главен фогт в Дурлах. Награден е с ордена на верността на Баден.
Чрез ранната смърт на баща му той получава още млад две трети от Бонфелд (част от Бад Рапенау). Останалите трети са обща собственост на братята Фридрих Казимир (1694 – 1744), Райнхард (1698 – 1773) и Филип фон Геминген (1702 – 1785). Имотите му в Бонфелд се управляват от служител, а той живее с фамилията си в Дурлах. От 1718 г. той започва да строи нов дворец в Бонфелд на мястото на опустошения дворец през Тридесетгодишната война от Филип Мъдри фон Геминген (1518 – 1571). Така той увеличава финансовите си задължения. На 9 май 1736 г. той продава една четвърт от собствеността си в Бонфелд на другите собственици за 15 000 гулден.
Той наследява от братовчед си Йохан Адам фон Геминген (1686 – 1742) различни имоти, които през 1747 г. за ок. 9 152 гулден на брат си Плайкард Дитрих (1689 – 1757).

## Фамилия
Франц Райнхард фон Геминген се жени на 8 март 1718 г. в Дармщат за София Хелена фон Претлак (* 10/19 октомври 1701, Дармщат; † 29 август 1781, Дурлах), дъщеря на генерал фрайхер Йохан Рудолф Виктор фон Претлак (1668 – 1737) и Мария Франциска Бок фон Блезхайм (1680 – 1711). Те имат децата:
- Йохан Фридрих (* 20 юли 1719; † 1792), бранденбург-ансбахски камерюнкер и главен фогт в Ансбах
- Лудвиг Райнхард (1721 – 1740)
- Александер (1722 – 1744), сардински лейтенант, удавя се при Тортона
- Карл Рудолф (1737 – 1784), австрийски камерхер и обрист
- Мария Кристина Франциска (* 1723), омъжена I. за Г. В. фон Малдис, II. за Й. К. фон Щалбург
- Фридерика Амалия (1727 – 1789)
- Шарлота Вилхелмина Йохана (1731 – 1761), омъжена за Фр. фон Гойзау
- Кристина София (1735 – 1789), омъжена за Еберхард Август фон Геминген-Хорнберг (1717 – 1758), главен фогт на Дурлах
- Август Вилхелм фон Геминген (* 18 август 1738 в Карлсруе; † 27 февруари 1795 в Щутгарт), женен I. на 21 април 1771 г. в Геминген за Филипина Маргарета фом Холц (* 10 април 1728, Алфдорф; † 5 януари 1784, Щутгарт), II. на 14 май 1791 г. в Щутгарт за фрайин Шарлота Франциска фон Геминген-Гутенберг-Фюрфелд (* 17 юли 1770, Лудвигсбург; † 8 април 1814, Щутгарт)
- Лудвиг Райнхард